# ×Crepi-Hieracium
× Crepi-Hieracium là một chi thực vật có hoa trong họ Cúc (Asteraceae).

## Loài
Chi × Crepi-Hieracium gồm các loài: